# Lucie Faure

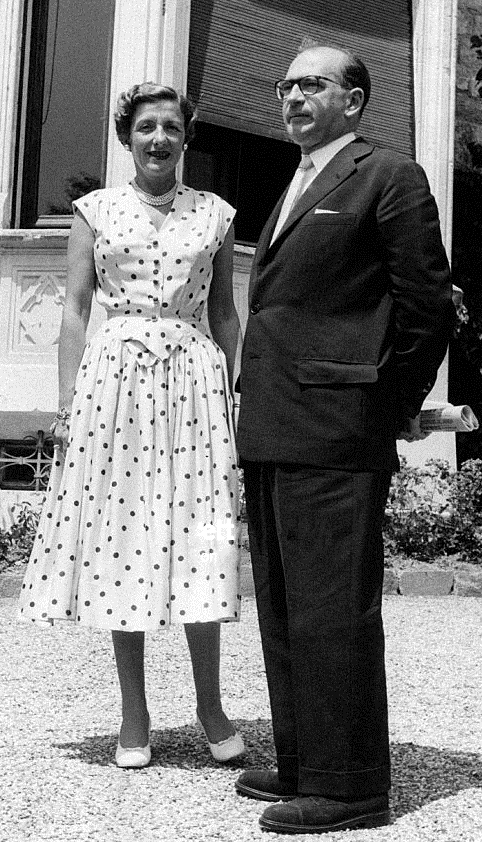
Lucie und Edgar Faure (1955)

Lucie Faure, geborene Meyer (geboren am 6. Juli 1908 in Paris; gestorben am 25. September 1977 in Boissise-la-Bertrand) war eine französische Schriftstellerin und Ehefrau des Politikers Edgar Faure.

## Leben
Lucie Faure war die Tochter eines Textilkaufmanns und Nichte von Julien Cain, der von 1930 bis 1964 Generaldirektor der Bibliothèque nationale de France war. 1931 heiratete sie den jungen Rechtsanwalt Edgar Faure. Das Paar hatte zwei Töchter, die Psychoanalytikerinnen wurden. Im Zweiten Weltkrieg floh sie mit Mann und Tochter nach Tunesien. Nach der amerikanischen Landung 1942 ging die Familie nach Algier, wo sie sich dem französischen Komitee der Nationalen Befreiung (CFLN) anschlossen und sie am Institut für Slawistik der Universität Algier wirkte.
Mit dem Schriftsteller Robert Aron gründete sie dort die politisch-literarische Zeitschrift „La NEF“ (La Nouvelle équipe française, 1944–1981), die in Paris als erste nach der Befreiung von Frankreich erschien und deren Herausgeberin sie wurde. Mit zahlreichen Themen hat sie dort Meilensteine gesetzt.
Politisch wirkte sie als Beraterin ihres Mannes und vertrat oft weit fortgeschrittenere Ansichten, unter anderem in der Zeit der Entkolonialisierung Nordafrikas. Von 1971 bis zu ihrem Tod war sie seine Nachfolgerin (Divers gauche) als Bürgermeisterin des 550-Einwohnerortes Port-Lesney im Jura. Sie starb auf dem Familiensitz in Boissise-la-Bertrand und wurde auf dem Cimetière de Passy in Paris begraben.

## Schriftstellerin
Nach dem Reisebericht einer Chinareise schrieb sie in den 1960er Jahren acht Romane, posthum erschienen sieben Kurzgeschichten. Als Mitglied der Jury des Prix Médicis hatte sie seit 1971 großen Einfluss auf das literarische Frankreich.

## Ehrungen

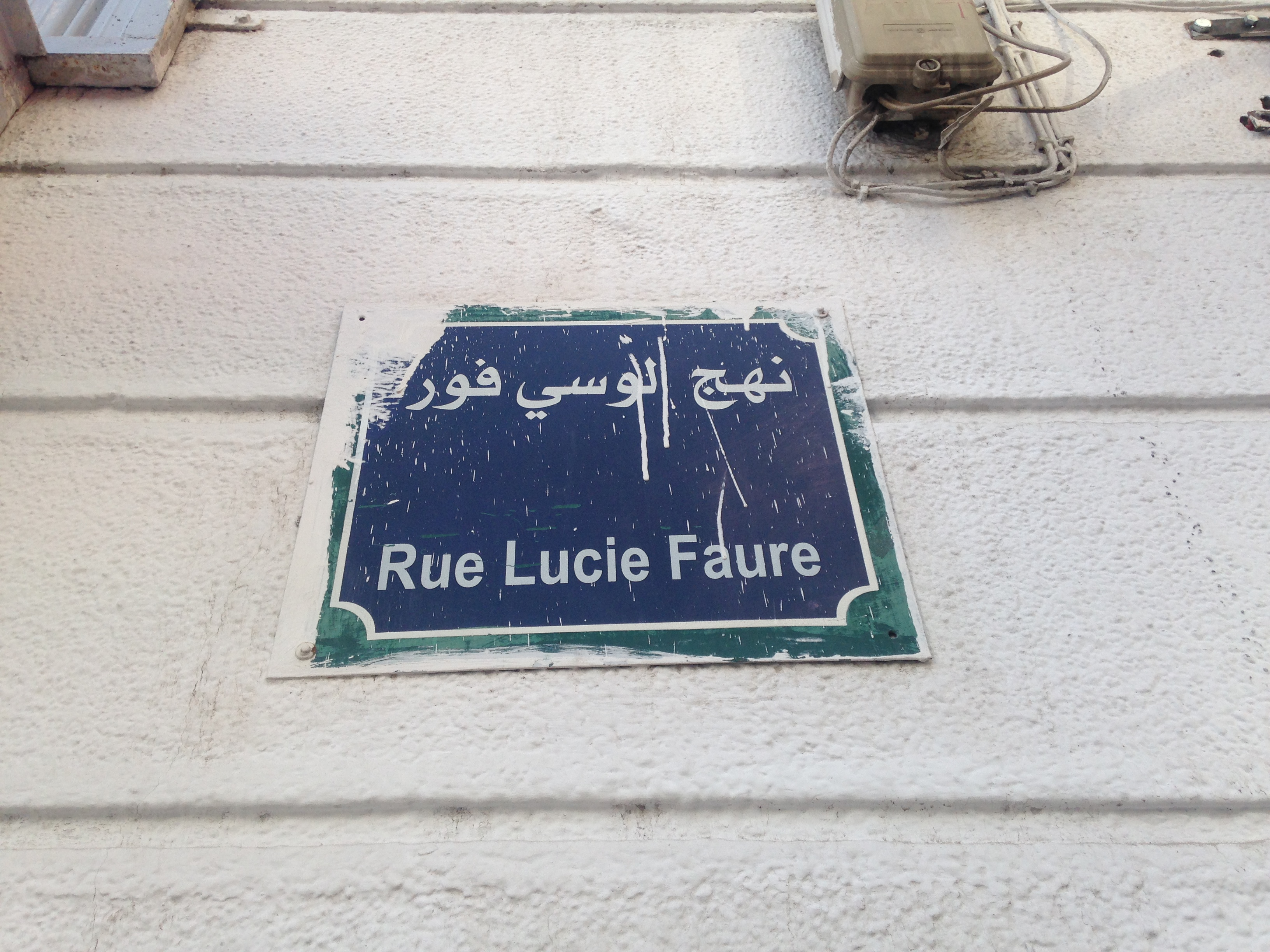
Straßenschild in Tunis

Lucie Faure wurde zum Commandeur der Ehrenlegion ernannt. Im 20. Arrondissement von Paris wurden eine Schule und in Tunis eine Straße nach ihr benannt. In ihrem Sterbeort Boissise-la-Bertrand wurde ein Altenheim nach dem Ehepaar Faure benannt.

## Werke
- Journal d'un voyage en Chine. (1958)
- Les Passions indécises. (1961)
- Les Filles du Calvaire. (1963)
- Variations sur l'imposture. (1965)
- L'Autre personne. (1968)
- Le Malheur fou. (1970)
- Les Bons enfants. (1972)
- Mardi à l’aube. (1974)
- Un crime si juste. (1976)
- Les Destins ambigus. (1978).

## Nachrufe
- Le Figaro (26. September 1977, französisch)
- Le Monde (26. September 1977, französisch).